# Medfield Diagnostics
Medfield Diagnostics AB är ett svenskt medicintekniskt företag som tillverkar diagnosinstrument inom sjukvård, framför allt använda vid strokefall. Företagets egenutvecklade teknologi är baserad på mikrovågsbaserade system som registrerar sammansättningen av vävnaden. Bolaget har sin bas i forskning inom Chalmers tekniska högskola om mikrovågor och Artificiell intelligens. Det grundades 2005 som en avknoppningsföretag från Chalmers tekniska högskola och har huvudkontor i Göteborg.
Medfield Diagnostics noterades på Spotlight Stock Market i maj 2012. Efter inlämnad konkursansökan i juni 2024 avnoterades bolaget.